# Courgenard
Courgenard est une commune française située dans le département de la Sarthe en région Pays de la Loire, peuplée de 460 habitants.
Bien que située dans la région naturelle du Perche sarthois, la commune fait partie de la province historique du Maine.

## Géographie
| Cormes                  | Cormes                  | Théligny      |
| Cormes                  | Courgenard              | Théligny      |
| Saint-Jean-des-Échelles | Saint-Jean-des-Échelles | Gréez-sur-Roc |

### Climat
Pour des articles plus généraux, voir Climat des Pays de la Loire et Climat de la Sarthe.
En 2010, le climat de la commune est de type climat océanique dégradé des plaines du Centre et du Nord, selon une étude du CNRS s'appuyant sur une série de données couvrant la période 1971-2000. En 2020, Météo-France publie une typologie des climats de la France métropolitaine dans laquelle la commune est exposée à un climat océanique altéré et est dans la région climatique  Moyenne vallée de la Loire, caractérisée par une bonne insolation (1 850 h/an) et un été peu pluvieux. 
Pour la période 1971-2000, la température annuelle moyenne est de 10,7 °C, avec une amplitude thermique annuelle de 14,2 °C. Le cumul annuel moyen de précipitations est de 740 mm, avec 12,3 jours de précipitations en janvier et 7,6 jours en juillet. Pour la période 1991-2020, la température moyenne annuelle observée sur la station météorologique de Météo-France la plus proche, sur la commune de Cormes à 3 km à vol d'oiseau, est de 11,4 °C et le cumul annuel moyen de précipitations est de 759,0 mm,. Pour l'avenir, les paramètres climatiques de la commune estimés pour 2050 selon différents scénarios d'émission de gaz à effet de serre sont consultables sur un site dédié publié par Météo-France en novembre 2022.

## Urbanisme

### Typologie
Au 1er janvier 2024, Courgenard est catégorisée commune rurale à habitat dispersé, selon la nouvelle grille communale de densité à sept niveaux définie par l'Insee en 2022.
Elle est située hors unité urbaine. Par ailleurs la commune fait partie de l'aire d'attraction de La Ferté-Bernard, dont elle est une commune de la couronne,. Cette aire, qui regroupe 37 communes, est catégorisée dans les aires de moins de 50 000 habitants,.

### Occupation des sols
L'occupation des sols de la commune, telle qu'elle ressort de la base de données européenne d’occupation biophysique des sols Corine Land Cover (CLC), est marquée par l'importance des territoires agricoles (84,9 % en 2018), une proportion sensiblement équivalente à celle de 1990 (85,1 %). La répartition détaillée en 2018 est la suivante : 
prairies (53,8 %), terres arables (30,9 %), forêts (12,6 %), zones urbanisées (2,4 %), zones agricoles hétérogènes (0,2 %). L'évolution de l’occupation des sols de la commune et de ses infrastructures peut être observée sur les différentes représentations cartographiques du territoire : la carte de Cassini (XVIIIe siècle), la carte d'état-major (1820-1866) et les cartes ou photos aériennes de l'IGN pour la période actuelle (1950 à aujourd'hui).

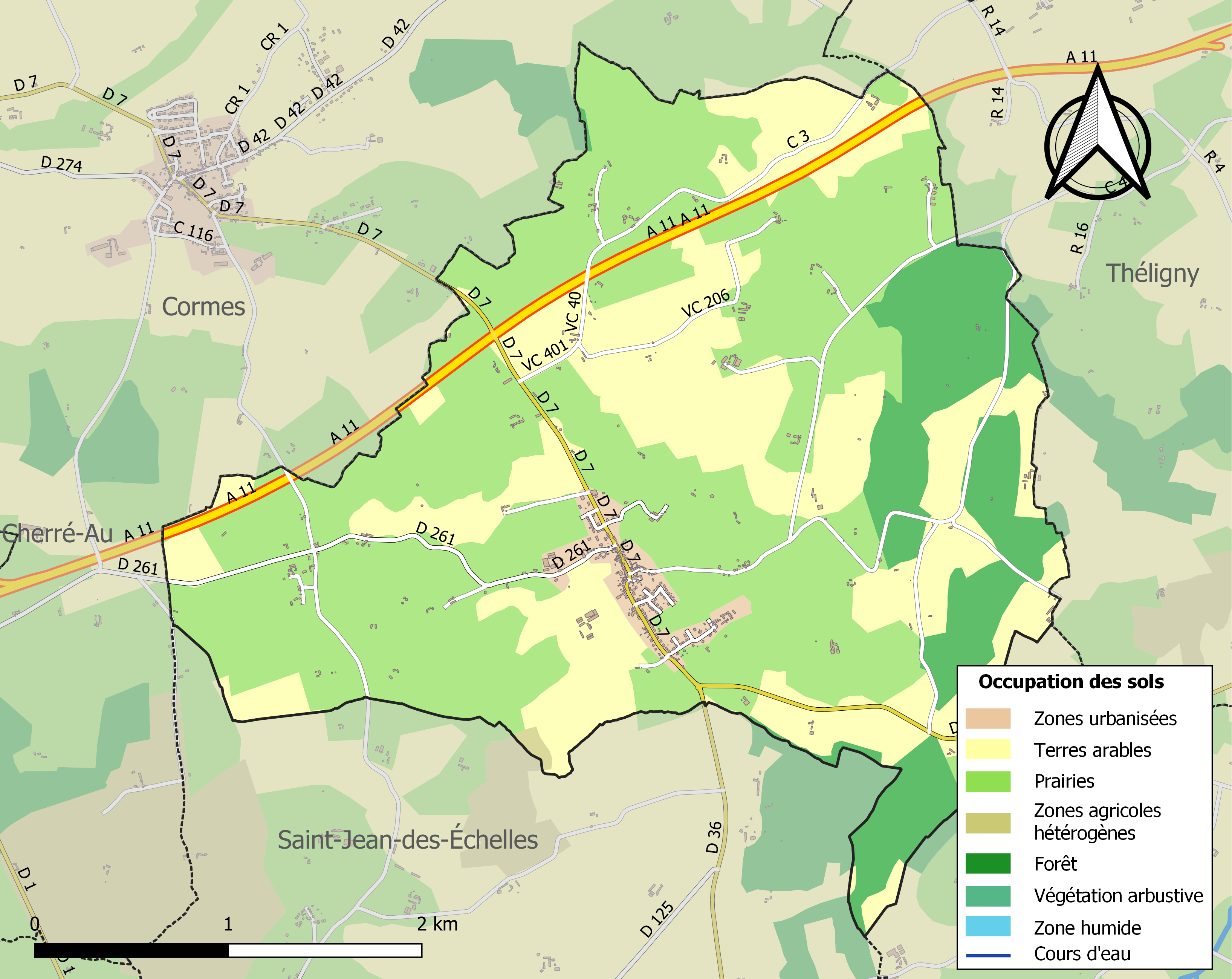
Carte des infrastructures et de l'occupation des sols de la commune en 2018 (CLC).

## Toponymie
Le nom de la localité est attesté sous la forme Curtis Genardi en 951. Le toponyme est issu du bas latin cortem, « domaine », et d'un anthroponyme germanique tel que Gennardus ou Ganhart.
Le gentilé est Cosnellien.

## Politique et administration
| Période                                  | Période   | Identité         | Étiquette | Qualité     |
| ---------------------------------------- | --------- | ---------------- | --------- | ----------- |
| mars 2001                                | En cours  | Thierry Renvoizé |           | Agriculteur |
| mars 1989                                | mars 2001 | Hugues du Rivau  | DVD       |             |
| Années 1960                              | ?         | Jean Dumur       |           |             |
| Les données manquantes sont à compléter. |           |                  |           |             |

Le conseil municipal est composé de onze membres dont le maire et trois adjoints.

### Résultats des élections municipales de mars 2014
Onze élus, pas de second tour.
- Inscrits : 393
- Abstentions : 96 (24.43 % des inscrits)
- Votants : 297 (75.57 % des inscrits)
- Blancs ou nuls : 13 (4.38 %)
- Exprimés : 284 (95.62 %)

## Démographie
L'évolution du nombre d'habitants est connue à travers les recensements de la population effectués dans la commune depuis 1793. Pour les communes de moins de 10 000 habitants, une enquête de recensement portant sur toute la population est réalisée tous les cinq ans, les populations de référence des années intermédiaires étant quant à elles estimées par interpolation ou extrapolation. Pour la commune, le premier recensement exhaustif entrant dans le cadre du nouveau dispositif a été réalisé en 2006.
En 2022, la commune comptait 460 habitants, en évolution de −8,18 % par rapport à 2016 (Sarthe : −0,25 %, France hors Mayotte : +2,11 %).
Courgenard a compté jusqu'à 946 habitants en 1831.
| 1793 | 1800 | 1806 | 1821 | 1831 | 1836 | 1841 | 1846 | 1851 |
| ---- | ---- | ---- | ---- | ---- | ---- | ---- | ---- | ---- |
| 709  | 665  | 809  | 813  | 946  | 846  | 784  | 788  | 778  |

| 1856 | 1861 | 1866 | 1872 | 1876 | 1881 | 1886 | 1891 | 1896 |
| ---- | ---- | ---- | ---- | ---- | ---- | ---- | ---- | ---- |
| 748  | 777  | 814  | 802  | 757  | 706  | 702  | 716  | 677  |

| 1901 | 1906 | 1911 | 1921 | 1926 | 1931 | 1936 | 1946 | 1954 |
| ---- | ---- | ---- | ---- | ---- | ---- | ---- | ---- | ---- |
| 665  | 659  | 634  | 584  | 537  | 500  | 479  | 490  | 509  |

| 1962 | 1968 | 1975 | 1982 | 1990 | 1999 | 2006 | 2011 | 2016 |
| ---- | ---- | ---- | ---- | ---- | ---- | ---- | ---- | ---- |
| 425  | 375  | 407  | 419  | 445  | 458  | 460  | 484  | 501  |

| 2021 | 2022 | - | - | - | - | - | - | - |
| ---- | ---- | - | - | - | - | - | - | - |
| 471  | 460  | - | - | - | - | - | - | - |

## Lieux et monuments

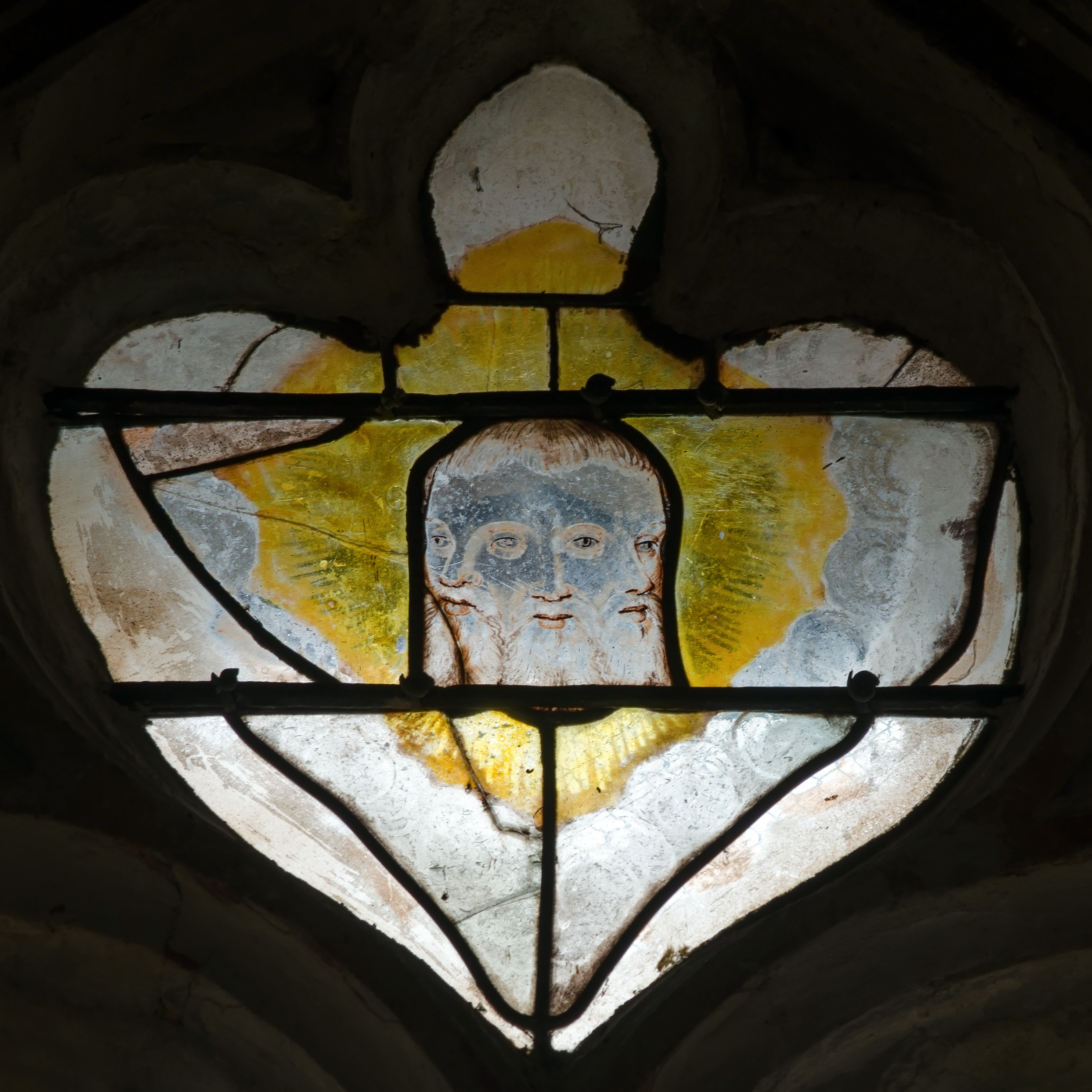
La Trinité, détail d'une verrière de l'église Saint-Martin de Courgenard.

- Église Saint-Martin-de-Tours, des XIIe, XVe, XVIe et XVIIe siècles, qui abrite un Dit des trois morts et des trois vifs en peinture murale. L'édifice fait l'objet d'un classement au titre des Monuments historiques depuis le 12 octobre 1995[24] et abrite plusieurs œuvres classées à titre d'objets[25].
- Château de Courgenard, de style XVIIIe siècle, situé en centre bourg.

## Activité, labels et manifestations

### Labels
La commune a été longtemps un village fleuri, ayant obtenu jusqu'à la récompense maximum (quatre fleurs). En 2022, elle ne figure plus au palmarès.

## Personnalités liées
- Abbé Louis Persigan (1798-1888), curé de Courgenard, auteur de la Chronique de la paroisse de Courgenard, 1841.
- Serge Gainsbourg (1928-1991), avec ses parents et ses sœurs, est venu se réfugier dans la commune en 1941 pour fuir la répression des juifs[28],[29].